# Castelo de Troussay

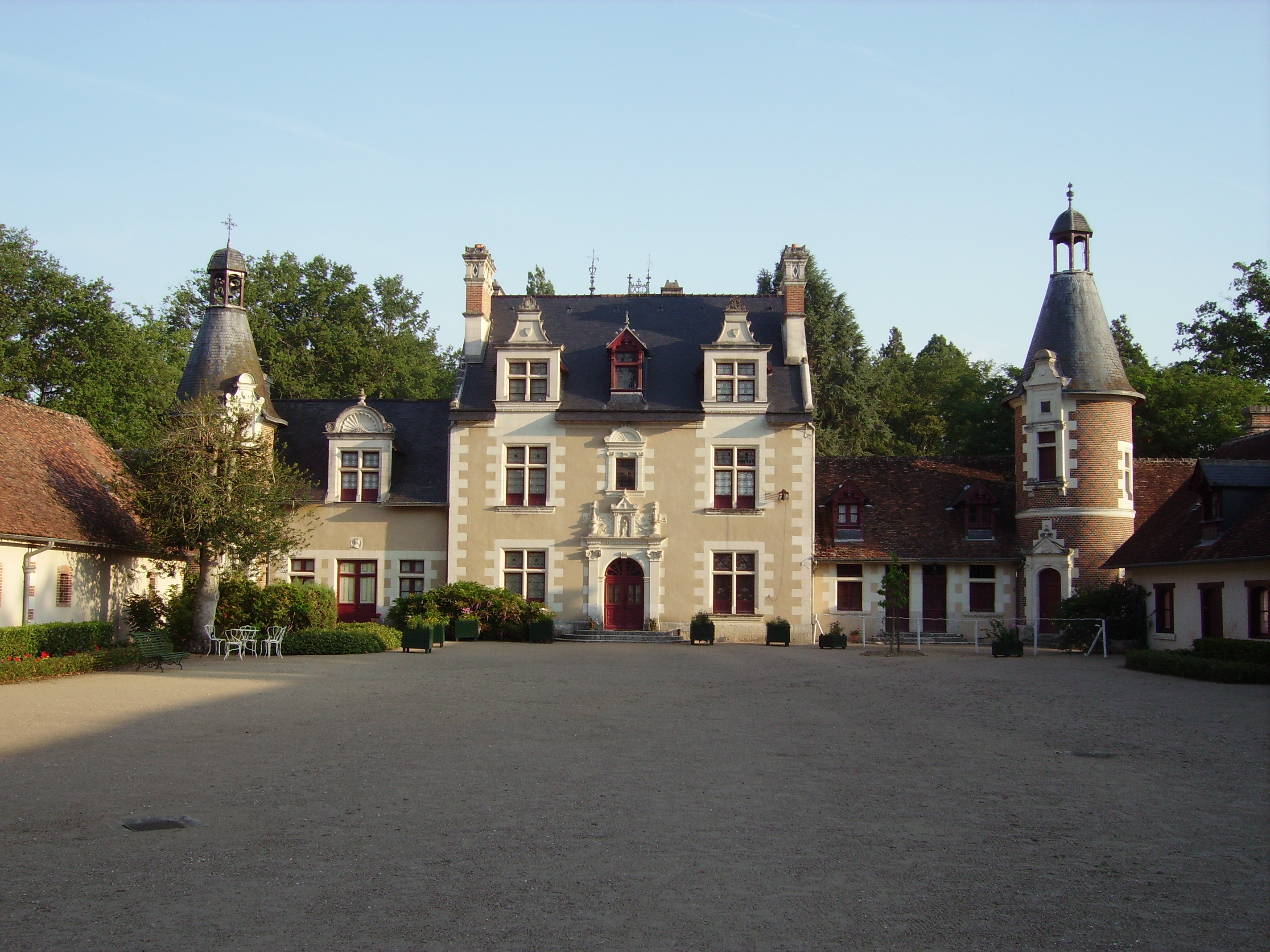
Fachada principal do Castelo de Troussay.

O Castelo de Troussay (em francês: Château de Troussay) é um dos menores castelos do Vale do Loire e está situado em Cheverny, no Loir-et-Cher, em França.
Está classificado com o título de Monumento Histórico desde Janeiro de 2000.

## História

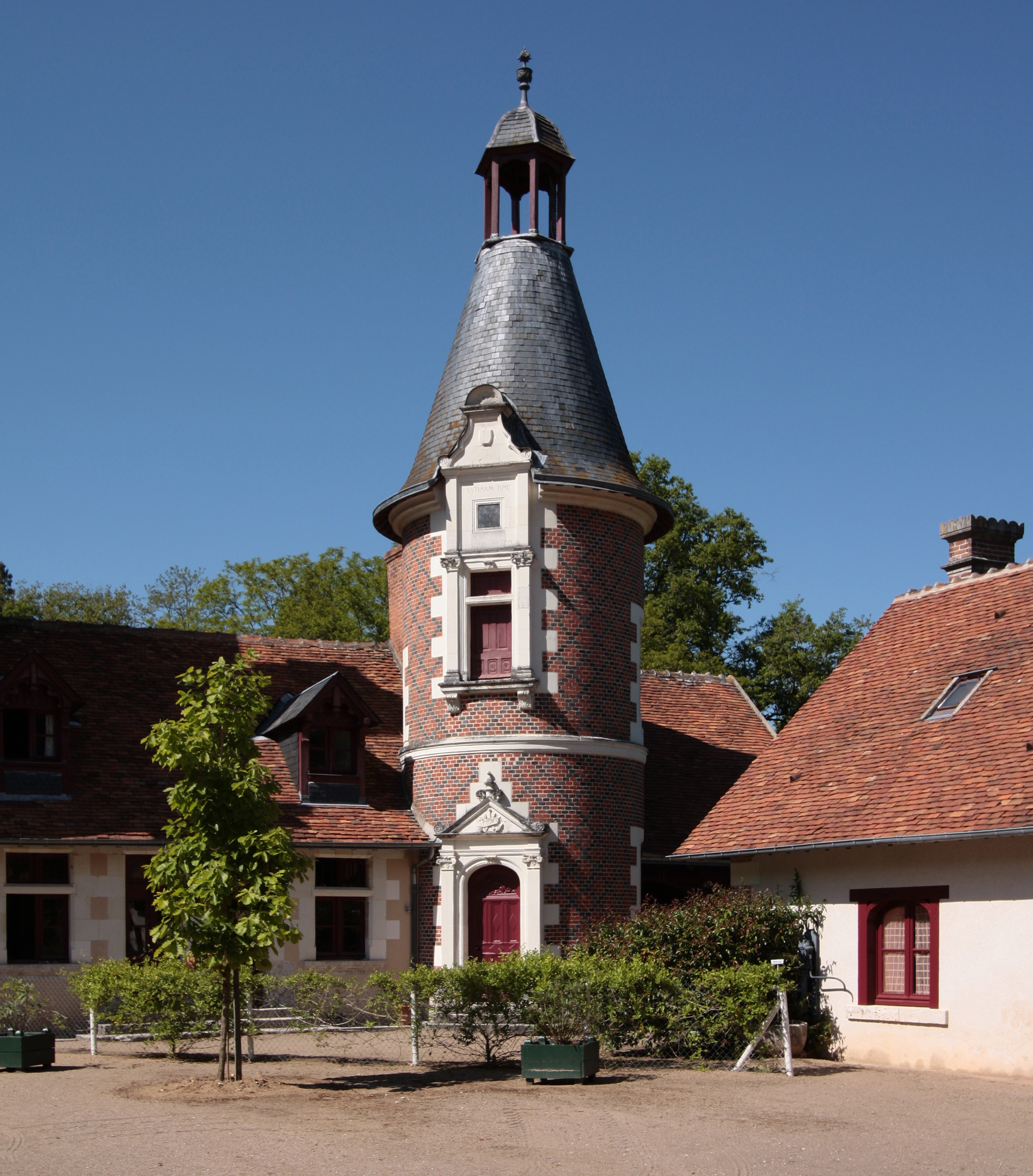
Torre direita da fachada principal.

Se a primeira pedra do solar foi colocada por volta de 1450, o seu estado actual data, pelas partes mais antigas, do Renascimento, momento em que Robert de Bugy, director dos armazéns de sal da região de Blois e escudeiro do rei Francisco I da França, era senhor do lugar.
No século XVII, o domínio foi aumentado e dotado com áreas comuns e com duas alas, enquanto se desenvolvia, nas traseiras, um magnífico jardim formal à francesa. Foi em 1732 que, pela primeira vez, o edifício mudou de proprietários: a última dama de Bugy vendeu o castelo à família Pelluys, notários de Blois. 

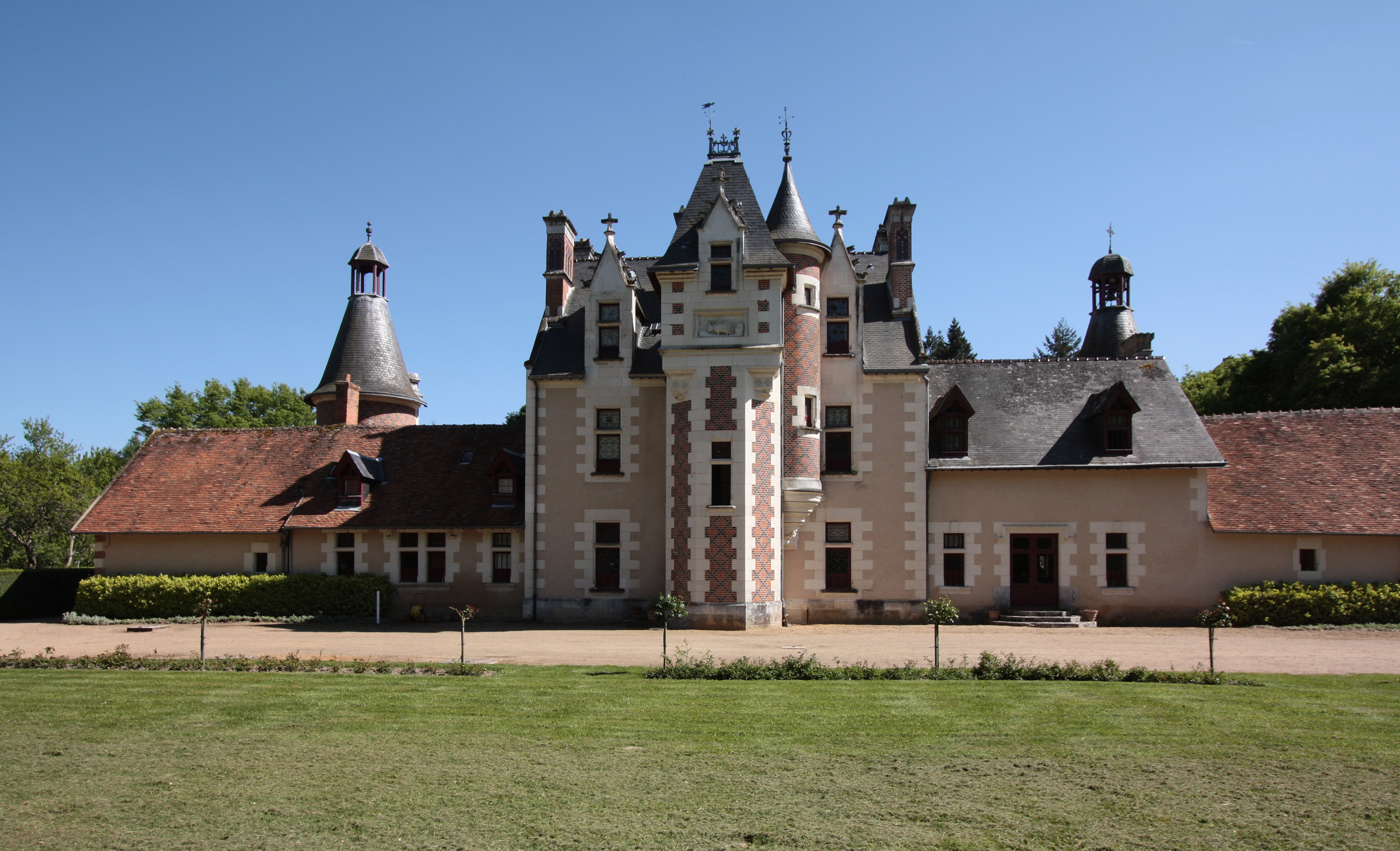
Fachada voltada para o parque.

Passando de mão em mão ao longo dos tempo e dos herdeiros, Troussay chegou finalmente, em 1828, à posse de Louis de la Saussaye, historiador dos castelos do Loire, membro da Instituto de França, reitor das Academias de Lyon e de Poitiers. Este grande erudito, reconhecendo os problemas de conservação e de salvaguarda do património devido à sua amizade com Prosper Mérimée e Félix Duban, restaurou inteiramente o domínio caído, segundo as suas próprias palavras, forte(mente) ao abandono. 
Após a sua morte, ocorrida em 1900, o castelo foi vendido novamente, desta vez aos antepassados dos proprietários actuais, que não queriam afastar-se do Château de Cheverny, palácio que pertencia - e ainda pertence - à mesma família.

## Descrição

### Fachada Francisco I

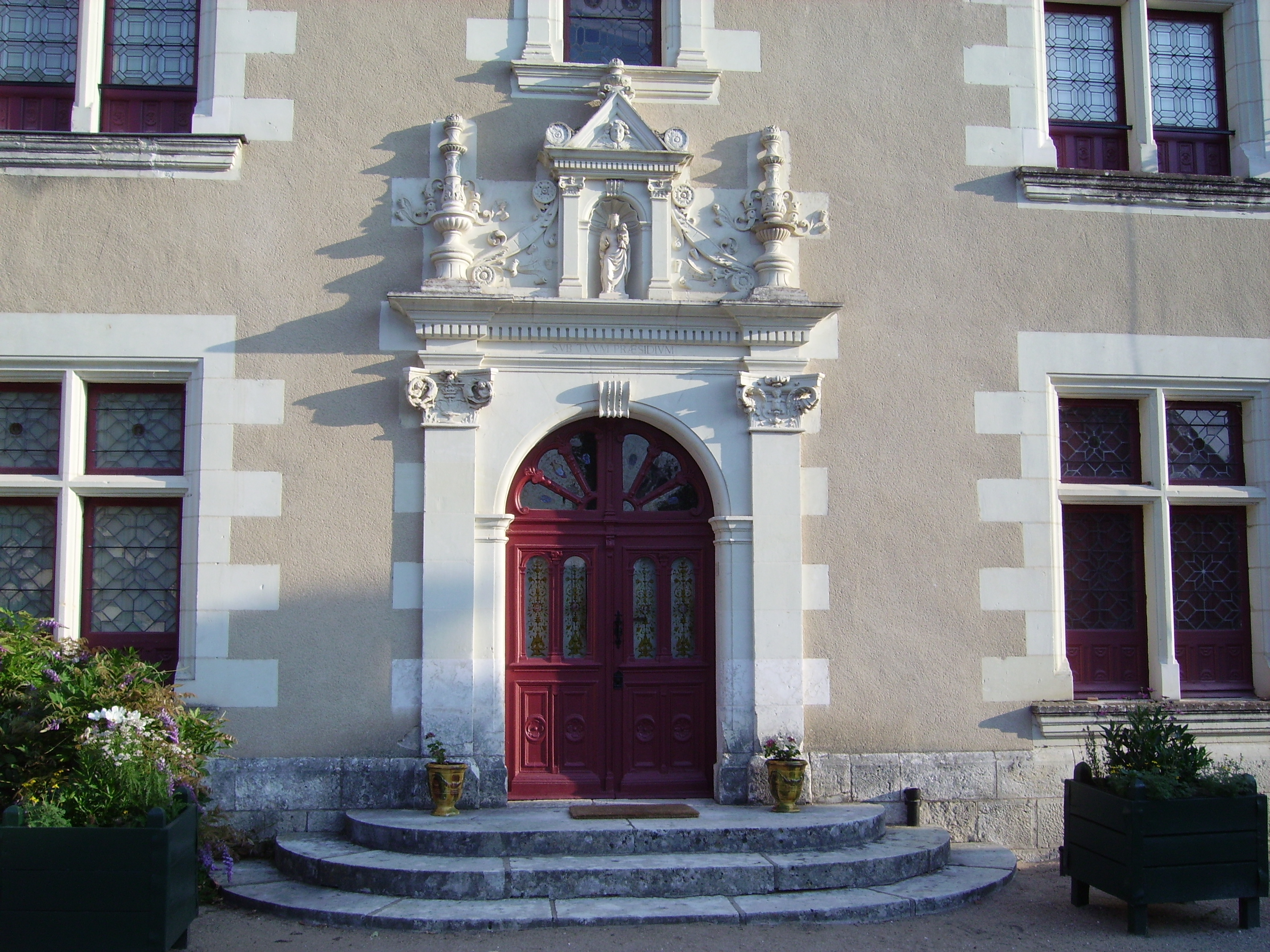
Portal da fachada Francisco I.

A fachada Francisco I, como o seu nome indica, é fortemente marcada pelo estilo associado ao construtor do Château de Chambord. Assim, no corpo central, encontram-se incustrações de ardósia nas chaminés ou, até, maineis nas janelas. Mesmo as torres, ainda que posteriores, localizadas nas alas do século XVII, são dotadas de pináculos, referência a Chambord. 

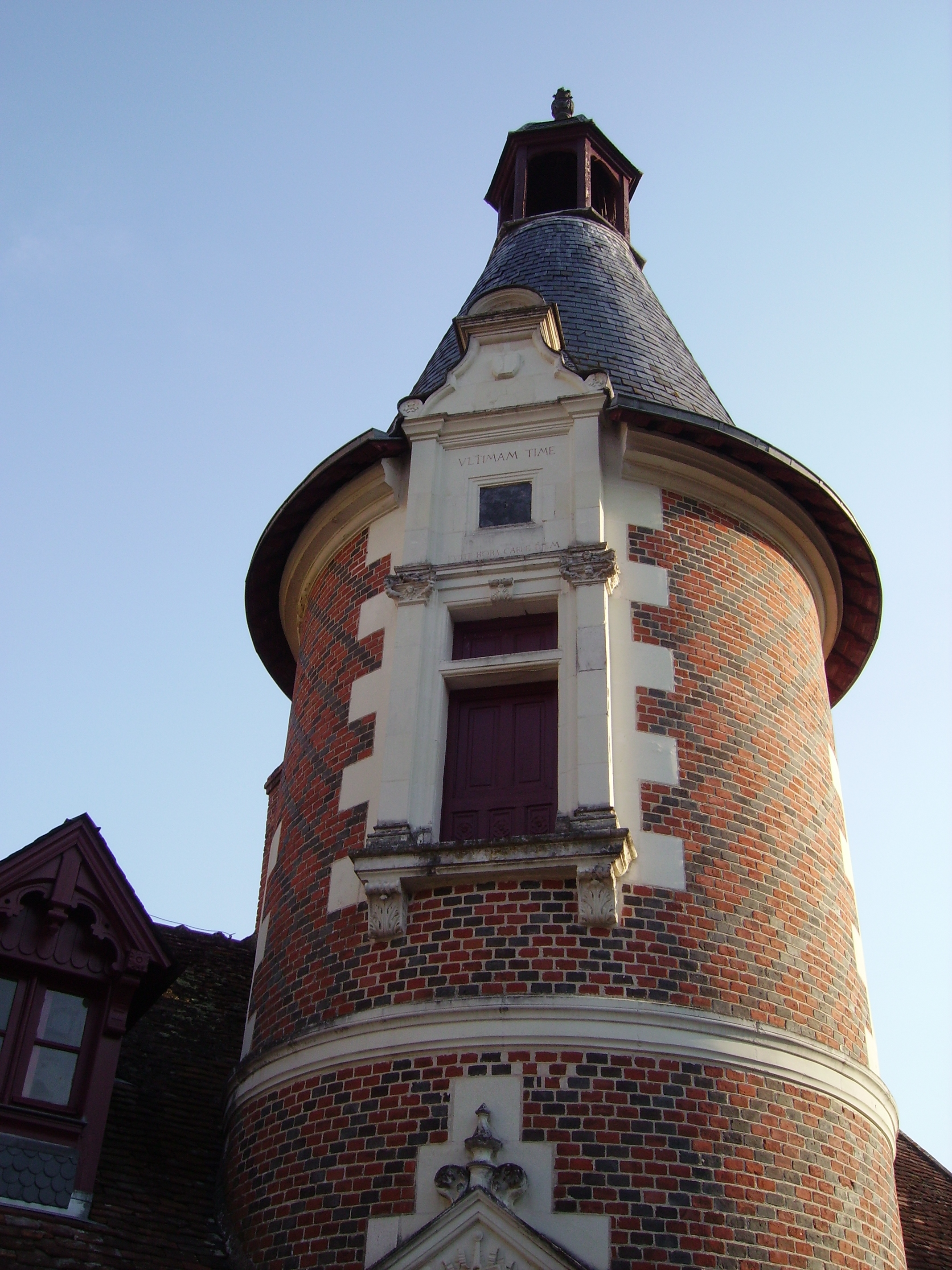
Torre direita e relógio de sol.

Enquanto a ala da direita abrigava actividades domésticas - forno de pão, celeiro de palha, estábulos dos burros - a outra era dedicada ao grande salão. No entanto, não é isto que explica a assimetria entre as alas: a ala da esquerda foi ampliada no século XIX, aquando do restauro, ao contrário da ala direita. 
Várias esculturas ornamentam a fachada. Encontra-se em primeiro lugar, de cada lado da porta, dois capiteis: um proveniente do Château du Grand-Bury, feito no Renascimento e levado para Troussay por Louis de la Saussaye; o outro, realizado no século XIX pelo escultor Lafargue, para fazer contraponto ao primeiro. Acima da porta encontra-se uma pequena Virgem em pedra, réplica duma Virgem em madeira do século XV conservada no Château de Cheverny. Um pequeno perfil de mulher do Renascimento italiano foi incustrado na ala esquerda aquando do restauro. 
Nota-se igualmente a presença dum relógio de sol, na torre da direita, rodeado por uma inscrição em latim: Ultimam time, fuit hora, carpe diem, ou seja "temer a última hora, o tempo voa, aproveitar o dia presente". No lado oposto encontra-se um relógio de ponteiro único.

### Fachada Luís XII

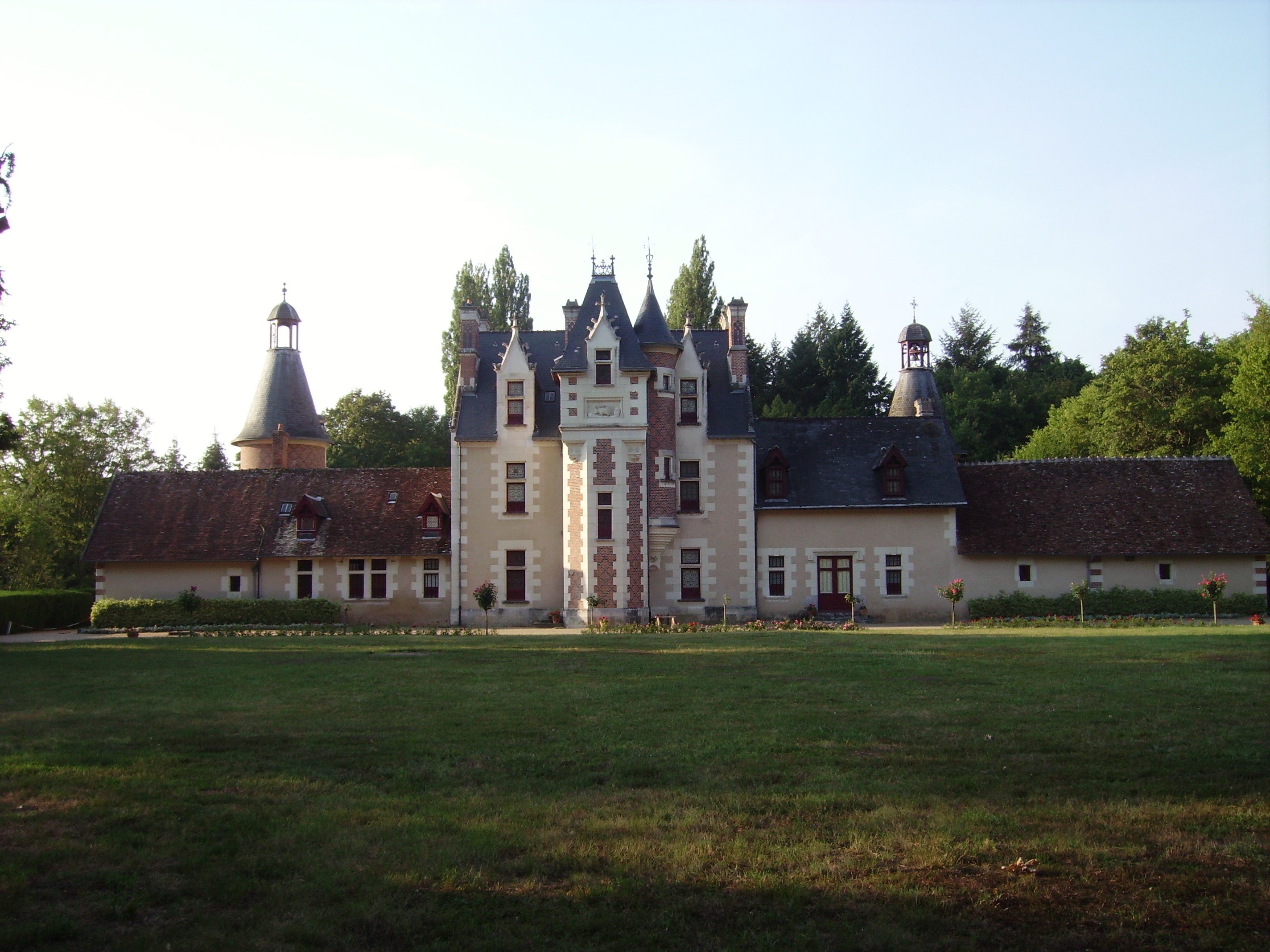
Vista geral da fachada Luís XII.

A outra fachada é marcada pelo estilo de Luís XII, mistura entre o fim do gótico e o início do Renascimento. Os frontões em pedra das águas-furtadas e as molduras de janelas em "dobra de toalha" ainda permanecem completamente góticos. O mais belo exemplo dessa mistura encontra-se sobre a porta da torre, antiga porta principal do palácio, movida da fachada Francisco I por Louis de la Saussaye devido ao seu pequeno tamanho. Encontram-se ao mesmo tempo "dobras de toalha", motivo gótico por excelência, mas igualmente, na aldraba, uma salamandra, emblema de Francisco I. Acima, Louis de la Saussaye mandou gravar, em grego, esta sentença atribuída ao general Temístocles: "Pequena é a casa Petite, mas, oh, tão feliz se de amigos está cheia".

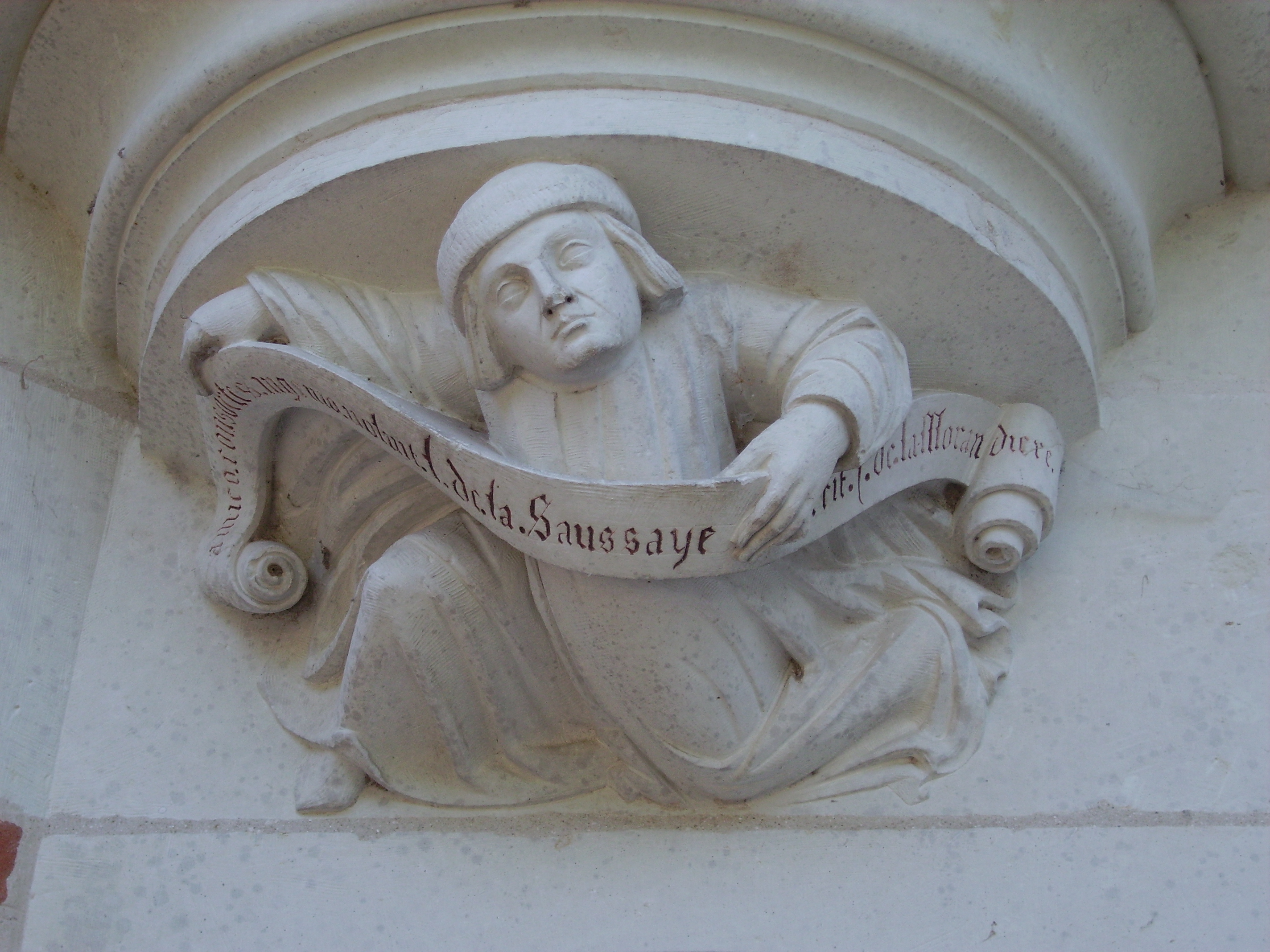
Detalhe da fachada.

Porque a torre em si mesma data do século XIX - realizada segundo o modelo da torre da ala Luís XII do Château de Blois - imita nomeadamente as redes de tijolos vermelhos e negros. 
Por cima duma concha Francisco I, um pequeno marmouset comemora a sua construção desenrolando uma faixa, sobre a qual está escrito, em latim, "Unidos pela amizade, Louis de la Saussaye desejou, Jules de la Morandière realizou". Outras esculturas, mais antigas, foram incustradas na torre, em particular um porco-espinho, emblema de Luís XII, proveniente do Hôtel Hurault de Cheverny, de Blois, e duas personagens de sotties, o papá dos loucos e a mãe tola.

### Interior
Uma vez que o palácio é privado e está habitado, só seis salas do rés-do-chão estão abertas a visita: 
- a sala de refeições;
- o vestíbulo;
- o salão de música, ou salão Louis de la Saussaye;
- o pequeno salão;
- o salão oval;
- o oratório.

Nota-se em primeiro lugar a presença de ladrilhos vermelhos e amarelos da época de Luís XII, que antigamente cobria na íntegra o rés-do-chão e que foi removida, apenas, no salão oval aquando do restauro.
Quanto aos tectos, estes são de um interesse variável: na sala de refeições, o tecto à francesa é inspirado no exemplo da ala Francisco I do Château de Blois, enquanto que no salão de música se trata duma reconstituição de um dos antigos tectos do palácio. O vestíbulo é abobadado segundo o modelo do Château de Blois, mas as pinturas do tecto à italiana do pequeno salão são, sem dúvida, as mais notáveis. Atribuídas a Jean Mosnier, pintor solognês do século XVII conhecido pelo quarto do rei no Château de Cheverny e pela galeria dos retratos do Château de Beauregard, provêm duma casa de campo em Fosse e estiveram a decorar o Château de Fosse. Encontradas no século XIX por Louis de la Saussaye, foram levadas para Troussay e representam uma sarabanda de cupidos pintada em grisaille.
Também se pode citar, do ponto de vista da arquitectura interior, uma chaminé na sala de refeições que data do reinado de Francisco I e conservou as suas cores originais. Contém o busto de Jean de Morvilliers, eclesiástico de Blois pertencente à família de Louis de la Saussaye, sob o qual se pode ler, em latim, "não contemple em vão a efígie de Jean de Morvilliers, mas procure ser o imitador dum tão grande homem". 
O palácio está totalmente guarnecido por um mobiliário de épocas, estilo e origens muito diferentes, do século XV ao século XIX, da Holanda a Portugal. Os móveis mais notáveis são, talvez, um grande guarda-roupa de Estrasburgo datado de 1700 ou, ainda, um armário Luís XIII com inscustrações de flores de jasmim. 
No entanto, a peça mais notável é. sem qualquer dúvida, a porta da capela em carvalho maciço, que provém do Château du Grand-Bury e data do Renascimento francês. Inteiramente esculpida, encontra-se ali representado, em particular, um certo número de elementos da Paixão de Cristo numa das pilastras.

## Pátio de Honra

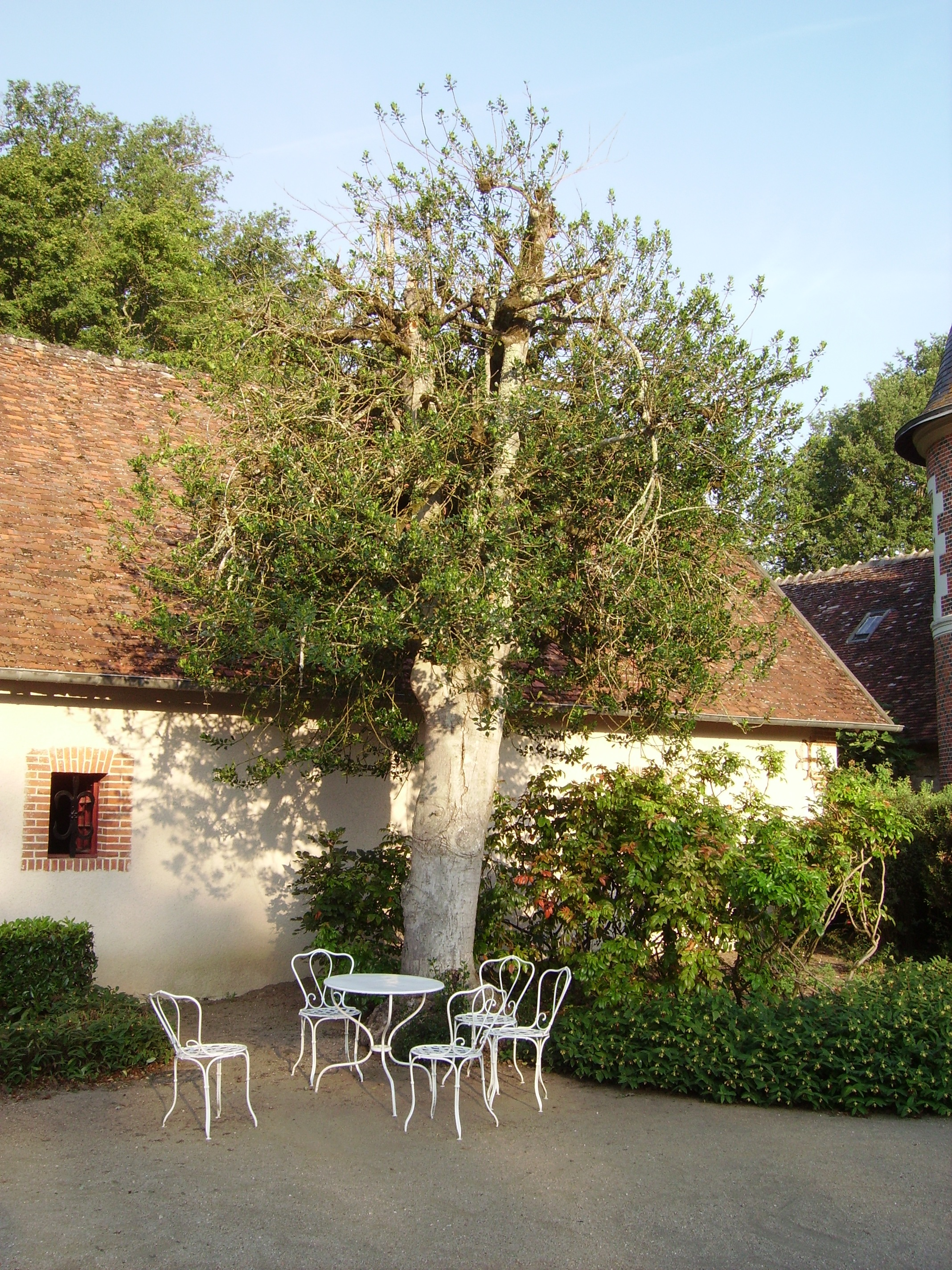
Azevinho do cour d'honneur.

Encontra-se no cour d'honneur, frente à fachada Francisco I, um azevinho com mais de quinhentos anos, plantado lá, segundo a tradição do sologne, para afastar a má sorte dos seus espinhos.

## O parque

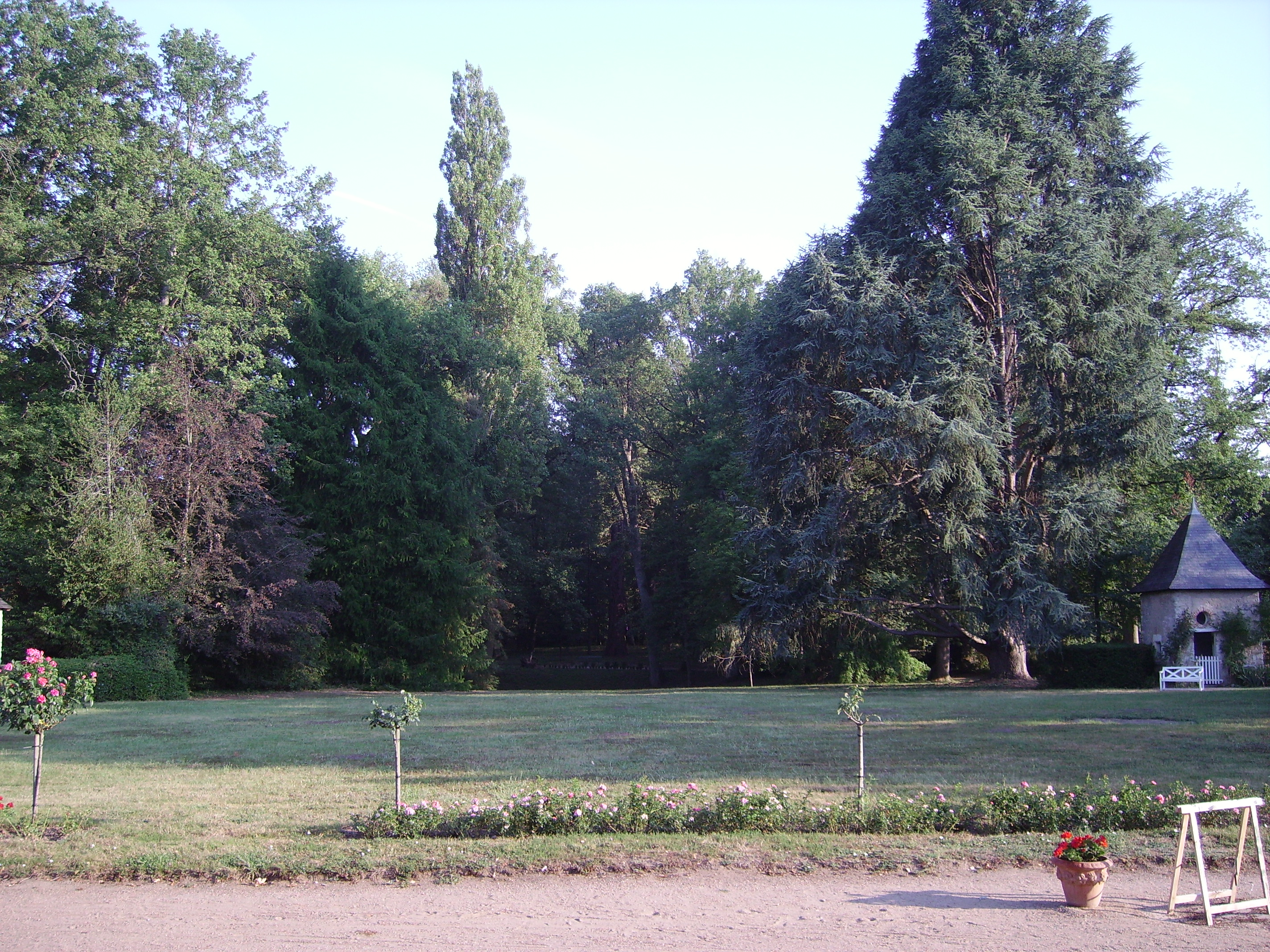
Vista geral do parque.

Antigo jardim à francesa, completamente abandonado no século XVIII, o parque do castelo conheceu, como tal, um novo renascimento no século XIX graças aos esforços de Louis de la Saussaye. 
Actualmente, só um fosso, vestígio do antigo espelho de água, e dois pequenos pavilhões lembram o antigo jardim. 
No entanto, encontram-se ali árvores multi-seculares, como um cedro do líbano plantado no século XVIII, sequóias da América e, ainda, um imenso cedro azul.

## O Museu de Sologne e a exposição doméstica

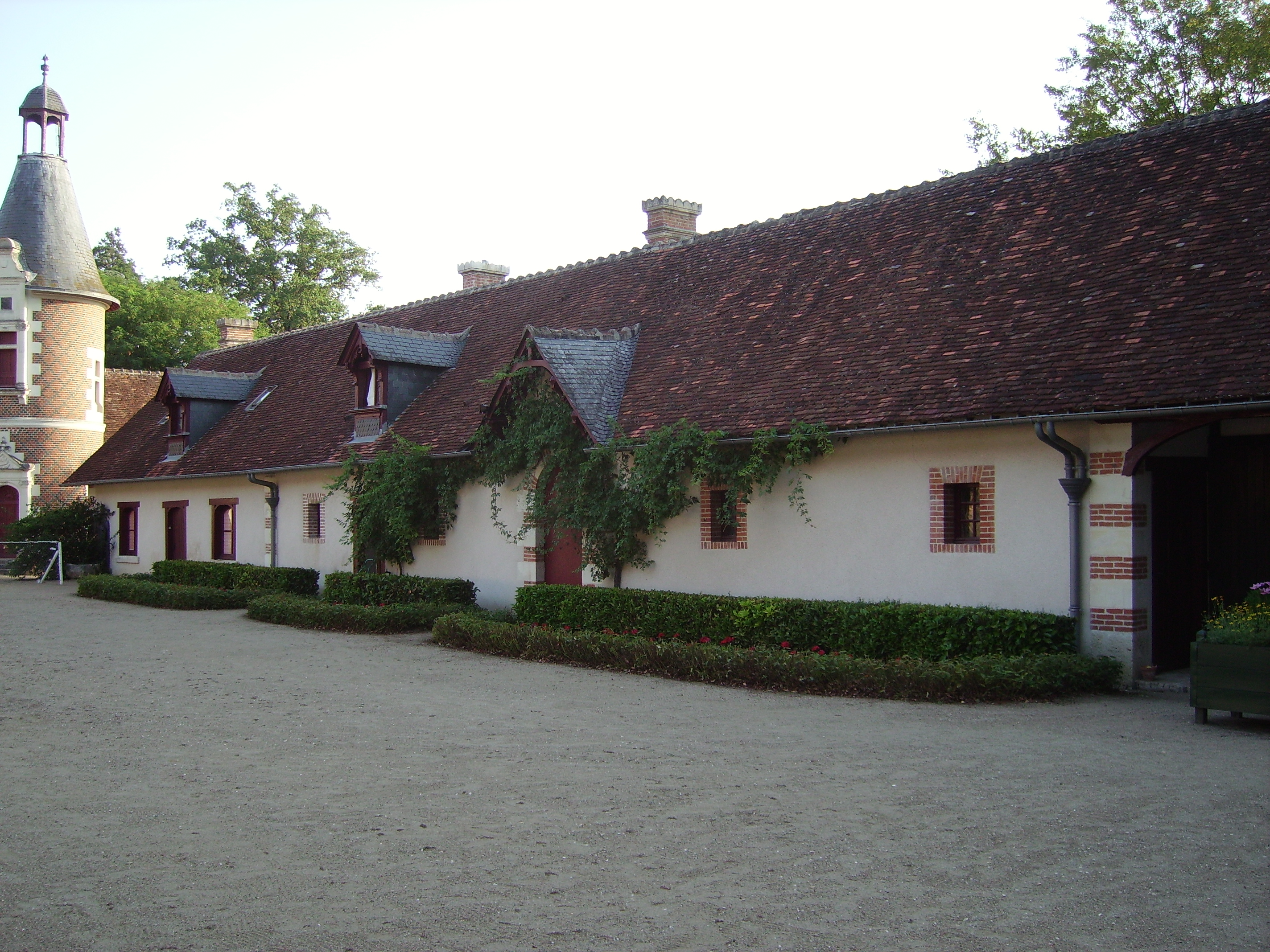
Uma das duas alas agrícolas.

Além do aspecto de solar renascentista, Troussay possui um segundo centro de interesse: o de domínio do sologne, cultivado até meados do século XX por uma comunidade quase completamente auto-suficiente. As duas alas agrícolas permitiam alojar pessoal da quinta e animais (porcos, bovinos, cavalos, burros), assim como armazenar reservas de alimentos e fabricar vinho e pão. 
Actualmente, um Museu de Sologne, rico de numerosos elementos agrícolas e de vida quotidiana do século XIX, e mesmo o parafuso da prensa utilizada no século XVI, lembra esse aspecto da vida em Troussay. 
Uma exposição permanente sobre a criadagem no século XIX, com documentos de época, librés e pequenos quadros, também está preservada nestes espaços.

## Literatura
- Castelos e cidades do Loire. Valoire-Estel, Florença 2006, ISBN 88-476-1863-0, p. 58.
- Castelos no Loire; O Guia Verde. Michelin Reise-Verlag, Landau-Mörlheim 1997, ISBN 2-06-711591-X, p. 167.